# وارفارین
وارفارین (به انگلیسی: Warfarin) یا کومادین (به انگلیسی: Coumadin)
ردهٔ درمانی: عوامل ضد انعقاد خون.
اشکال دارویی: قرص

## موارد مصرف
وارفارین جلوی لخته‌شدن خون را می‌گیرد، بنابراین از مشکلات ناشی از تشکیل لخته در رگ‌های خونی پیشگیری می‌کند و در مواردی که احتمال ترومبوز یا آمبولی عروقی بالا است مانند پس از جراحی قلب باز، سکته مغزی و … مصرف می‌شود. وارفارین، یک داروی ضدانعقاد است که کار آن پیشگیری از لخته شدن خون است. گاهی به این دارو، (رقیق‌کننده خون) گفته می‌شود. البته این نام گمراه‌کننده است زیرا وارفارین خون را رقیق نمی‌کند، لخته‌هایی را که در گذشته تشکیل شده‌اند، را هم حل نمی‌کند. بلکه فرایند لخته شدن خون را کند می‌کند؛ به عبارتی دیگر وارفارین کمک می‌کند که خون راحت‌تر در بدن گردش کند و لخته نشود. افرادی که تحت درمان با وارفارین هستند در مصرف زنجفیل، سیر، چای سبز، جعفری و گزنه، گریپ فروت، سویا، انبه، زردچوبه و پیاز، جگر، روغن و الکل با پزشک خود حتماً مشورت کنند، چرا که این مواد تداخل جدی با مصرف وارفارین دارند. این دارو در ایران در دوز ۵ میلی‌گرم موجود می‌باشد.

## مکانیسم اثر
اختلال در متابولیسم ویتامین کا در کبد.
وارفارین از طریق مهار فعالیت ویتامین K، فاکتورهای انعقادی را که برای فعالیت خود نیاز به ویتامین K دارند مهار می‌کند. این اتفاق در فرایندهای بعدی باعث کاهش سطح مواد لازم برای نگهداری رشته‌های فیبرین می‌گردد. این اتفاق‌ها باعث کاهش احتمال تشکیل لخته می‌شود.

## عوارض جانبی
کبودی یا درد انگشتان پا؛ ادرار کدر یا تیره؛ ادرار کردن مشکل یا دردناک؛ زخم یا لکه‌های سفید در دهان؛ گلودرد، تب، و لرز؛ تورم پا و ساق پا؛ خستگی؛ افزایش وزن غیرعادی؛ یا زردی چشم‌ها یا پوست. خون‌ریزی خارجی مثل خون‌ریزی از لثه‌ها هنگام مسواک‌زدن؛ کبودی وسیع بدون ضربه؛ خون دماغ؛ خون‌ریزی شدید و غیرعادی از بریدگی‌ها؛ خون‌ریزی شدید و غیرعادی هنگام عادت ماهانه. علایم خون‌ریزی داخلی
شایع‌ترین عارضه مصرف وارفارین، خون‌ریزی از نقاط مختلف بدن است. حتی هنگامی که INR بیمار در محدوده هدف قرار دارد، ممکن است کمی خون‌ریزی مشاهده شود. این خون‌ریزی‌های جزئی می‌تواند شامل موارد زیر باشد:
- خون‌ریزی جزئی لثه در هنگام مسواک زدن
- خون دماغ شدن گاه به گاه
- کبود شدگی در اثر ضربه آرام
- خون‌ریزی بیش از معمول ناشی از بریده شدن توسط چاقو یا اشیای تیز
- افزایش حجم و مدت خون‌ریزی ماهانه در خانم‌ها

لذا فردی که وارفارین مصرف می‌کند باید فعالیت‌های روزانه خود را با احتیاط بیشتری انجام دهد. به عنوان مثال:
- از مسواک نرم استفاده کند.
- از انجام فعالیت‌های شدید خودداری کند.
- در هنگام کار کردن با وسایل تیز و برنده دقت بیشتری داشته باشد.

در صورت بروز خون‌ریزی یا سرگیجه و ضعف یا مشاهده کبودی بدون دلیل و بدون هیچ ضربه‌ای یا قطع نشدن خون‌ریزی یا بروز هر گونه عارضه جدید بایستی به پزشک اطلاع داده شود.
برخی عوارض نادر مصرف وارفارین می‌تواند شامل موارد زیر باشد:
- ریزش مو
- اسهال
- یرقان (زردی)
- تهوع
- استفراغ
- جوش
- سندرم انگشت ارغوانی
- نکروز پوست

سندرم انگشت ارغوانی عارضه بسیار نادر مصرف وارفارین می‌باشد که ممکن است ۸–۳ هفته پس از شروع مصرف وارفارین بروز کند. در این عارضه انگشتان پا دردناک و دچار تغییر رنگ می‌شوند. در صورت بروز عارضه سندرم انگشت ارغوانی مصرف وارفارین باید قطع شود.
نکروز پوست عارضه بسیار نادر در مصرف وارفارین می‌باشد که ممکن است ۳–۲ روز پس از شروع مصرف وارفارین بروز کند. در این عارضه سینه‌ها، آلت تناسلی مرد، ران و باسن دچار تغییر رنگ و دردناک می‌شوند که ناشی از انعقاد زیاد در این افراد می‌باشد و در صورت بروز نکروز پوست، باید مصرف وارفارین قطع شود.
از دیگر عوارض جانبی این دارو می‌توان به موارد زیر اشاره کرد:
تحریک‌های پوستی، درد شکمی، استفراغ، بثورات جلدی، احساس سرما، کهیر، خارش شدید، طاسی، خونریزی، ازدیاد حساسیت، کاهش حس چشایی، واکنش‌های آنافیلاکتیک، نفخ، التهاب کبد، نکروز پوست، التهاب رگ

## توصیه‌های درمانی
وارفارین را همیشه در ساعت مشخص و به همان شیوه‌ای که پزشک برای شما تعیین کرده، مصرف نمایید.
- در زمان‌های تعیین شده به پزشک مراجعه نمایید و آزمایش خون را انجام دهید. مصرف همزمان آن با آسپرین خطرناک است.
- یک جدول زمان‌بندی مصرف وارفارین و انجام آزمایش‌های خون برای خود تهیه نمایید. این کار به شما کمک می‌کند که مصرف هیچ دوزی از وارفارین یا انجام هیچ‌یک از آزمایش‌های خون را از دست ندهید.
- پزشک خود را از تمام داروهایی که مصرف می‌کنید، مطلع نمایید. همچنین پیش از شروع، تغییر یا قطع هر گونه دارو، مکمل یا فرآورده‌های گیاهی با پزشک خود مشورت نمایید.
- عادات غذایی و فعالیتی خود را حفظ نمایید. تغییرات ناگهانی می‌تواند بر INR اثر بگذارد.
- مصرف غذاهای دارای ویتامین K مانند سبزیجات برگ سبز (مانند: کاهو، اسفناج وکلم) را قطع نکنید! بلکه همان مقداری را که همیشه مصرف می‌کردید، مصرف کنید. افزایش یا کاهش این‌گونه غذاها بر INR اثرگذار می‌باشد.
- در صورت بیمار شدن یا بروز هر گونه عارضه جدید یا خونریزی‌های شدید، به کلینیک وارفارین اطلاع دهید.
- وارفارین را دور از دسترس اطفال قرار دهید.
- همیشه به میزان کافی وارفارین در منزل داشته باشید و پیش از تمام شدن آن، دوباره نسخه را از داروخانه تهیه نمایید.
- اگر باردار شده‌اید یا تصمیم به باردار شدن دارید، سریعاً به پزشک خود اطلاع دهید. خودسرانه داروی خود را قطع نکنید.
- در صورت انجام اعمال جراحی یا دندان‌پزشکی، دندان‌پزشک یا جراح خود را از مصرف وارفارین مطلع نمایید.
- اگر قصد سفر دارید، حتماً مطمئن شوید که وارفارین به میزان کافی برای آن مدت به همراه دارید.
- کارت هویت پزشکی، مبنی بر مصرف داروی ضدانعقاد، به همراه داشته باشید.
- در صورت مراجعه به هر پزشک دیگری، حتماً پزشک را از مصرف وارفارین مطلع نمایید.
- خودسرانه و بدون مشورت با پزشک خود، وارفارین مصرفی خود را قطع یا تغییر ندهید.
- بدون مشورت با پزشک خود، مصرف همزمان دیگر داروها با وارفارین را قطع یا شروع نکنید. اگر همزمان با وارفارین، داروی دیگری مصرف می‌کنید، حتماً به پزشک خود اطلاع دهید. در مقدار مصرفی آن دارو تغییری ندهید.
- بدون مشورت با پزشک، تغییر زیادی در رژیم غذایی و فعالیت‌های روزانه خود ندهید.
- از انجام ورزش‌های سنگین و پربرخورد که سبب خون‌ریزی یا خون‌مردگی می‌شوند، پرهیز نمایید.
- برای اصلاح صورت از ماشین ریش‌تراش برقی به جای تیغ استفاده کنید تا خطر بریدگی را کاهش دهید.
- برای شستشوی دهان از مسواک نرم استفاده کنید تا خطر خونریزی لثه کاهش یابد.
- در صورت وجود هر گونه خونریزی نامعمول نظیر سرفه‌ای که همراه با خروج خون باشد، ادرار خونی، وجود خون در مدفوع، استفراغ خونی و…، سریعاً به پزشک خود اطلاع داده و در صورت دسترسی نداشتن به پزشکتان به مرکز درمانی مراجعه کنید.

## توجه
وارفارین را نباید بیشتر از یک ماه استفاده کرد چرا که باعث رقیق شدن خون و پاره شدن مویرگ‌های حساس مغز و سر پُرخون شدن کاسه سر و باعث مرگ می‌شود. حتماً پیش از مصرف با پزشک مشورت کنید.
البته کسانی که عمل قلب باز انجام داده و دریچه فلزی درون قلب آنها قرار می‌گیرد می‌بایست مادام‌العمر مصرف وارفارین را طیق تجویز پزشک و با توجه به نتیجه آزمایش PT ادامه دهند.

## استریو شیمی
وارفارین دارای یک استریو سنتور است و شامل دو انانتیمر است. این یک ترکیب 1: 1 ( R ) و ( S ) است - فرم:
| انانتیومراز وارفارین  | انانتیومراز وارفارین  |
| --------------------- | --------------------- |
| CAS-Nummer: 5543-58-8 | CAS-Nummer: 5543-57-7 |